# Dècada del 1300

## Esdeveniments
- Població estimada: 69 milions de persones a Europa, 60 a la Xina
- La moneda de Florència esdevé la primera divisa internacionalment reconeguda
- Aparició del rellotge mecànic
- Fundació dels almogàvers
- Fundació de les fàbriques de vidre de Murano

- El 12 d'octubre del 1308, després de més d'un any de setge, els frares templers retien el castell de Miravet als oficials reials de Jaume II comanats per Bernat de Llibià.

## Naixements
- Japó: Príncep Moriyoshi, quinzè shogun

## Necrològiques
- 8 de novembre, Colònia, Alemanya: Joan Duns Escot, filòsof escocès (n. 1266).[1]

## Personatges destacats
- Roger de Flor
- William Wallace
- Giotto, pintor